# 9가지 교수 절차
9가지 교수 절차(9 events of instruction)는 로버트 가네가 제시한 교수 절차로, 효율적 수업을 위해 학습의 외적 조건을 제공하는 9가지 단계들이다. 9가지 수업절차, 수업사태, 교수사태라고도 한다. 그 구체적인 9가지 단계는 다음과 같다.
1. 주의 집중시키기
2. 학습자들에게 수업목표 제시하기
3. 사전 지식 재생 촉진하기
4. 자극자료 제시하기
5. 학습안내 제공하기
6. 수행 유도하기
7. 수행의 정확성에 대한 피드백을 제공하기
8. 수행 평가하기
9. 파지와 전이를 촉진하기

## 기본가정

### 학습의 정의
가네는 학습력이라는 용어로 학습을 정의하였다. 이 때 학습력은 환경의 자극과 학습자의 인지 과정으로부터 획득되는 것이다. 즉, 학습이란 새로운 능력을 획득하기 위해 요구되는 정보처리 단계로, 환경의 자극을 변형시키는 인지 과정의 집합이라고 할 수 있다.

### 인지 학습이론의 구조
가네의 이론은 인지주의 학습이론에 그 기원을 두고 있다. 특히, 외적절차를 지원하는 일반적인 특성은 학습과 기억의 정보처리(또는 인지적) 모형에 기원을 두고 있다. 이 인지적 모형은 하나의 학습 활동은 몇 가지 내적 정보처리 단계를 포함하고 있다고 제안하고 있다. 인지 학습이론에 따르면 수용기에 의해 자극이 수용됨을 시작으로, 다음과 같은 순서로 정보처리가 이루어진다고 가정한다..
1. 감각 정보의 순간적 저장
2. 단기기억에 자극을 임시로 저장
3. 장기기억으로의 정보 저장을 위해 단기기억에서의 저장 기간을 늘리기 위한 연습과정
4. 장기기억 저장을 위한 의미적 부호화
5. 사전에 배웠던 내용을 재생하기 위한 탐색과 회상
6. 학습한 내용에 적절한 수행을 위해 반응을 조직화
7. 모든 이론들은 명시적이든 묵시적이든 수행의 정확성에 대한 외적 피드백을 가져오는 강화의 과정 등을 포함하고 있다.
8. 학습자로 하여금 다른 학습 과정에 영향을 끼치는 인지적 전략을 선택하고 사용할 수 있게 하는 몇 가지 실행적 통제과정을 가지고 있다.

## 수업절차 소개

### 수업절차와 학습의 정보처리과정과의 관련성
학습활동의 과정들은 대부분의 경우 내적으로 촉발된다. 즉, 앞선 인지 학습이론의 정보처리과정에서 보는 것처럼 어떤 구조의 결과물(또는 어떤 과정의 결과)은 다음 단계의 투입물이 된다. 그러나 이러한 과정은 또한 외적인 절차에 의해 영향을 받을 수 있다. 그리고 이러한 사실은 수업이 의미를 갖게 한다. 예를 들어, 선택적 지각은 명백하게 특정한 외적 자극의 배열에 의해 영향을 받을 수 있다. 구체적으로, 강조하기, 밑줄 긋기, 굵은 글씨체, 그리고 다른 시각적 도움이 보다 더 주의를 끌게 만들 수 있다. 여기에서 학습의 내면적인 과정을 지원하기 위해 설계된 학습자들 외부의 일련의 절차라는 수업에 대한 정의를 이끌어 낼 수 있게 한다. 즉, 수업절차란 정보처리과정을 활성화하거나 적어도 그 과정을 지원하기 위해 설계된 것들이라고 할 수 있다.

### 수업절차의 개요
가네는 다양한 학습상황에서 학습의 외적 조건을 제공하는 일련의 절차를 수업절차(Event of Instruction)라고 지칭하였다. 이는 교수절차라고 불리기도 한다. 가네가 제시한 9가지 수업절차는 앞에서 살펴보았듯 학습자의 내적 인지 처리과정에 기초한 외적 조건을 제공할 수 있도록 한다. 따라서 수업절차는 수업을 계획하거나 교육, 훈련 프로그램을 개발하는 교수설계 담당자에게 설계를 위한 처방을 제공해 줄 수 있다. 학습상황에서 필요한 수업절차의 9가지 단계는 다음과 같다.
1. 주의 획득하기(주의집중)
2. 학습자들에게 수업목표 제시하기
3. 사전 지식 재생 촉진하기
4. 자극자료 제시하기
5. 학습안내 제공하기
6. 수행 유도하기
7. 수행의 정확성에 대한 피드백을 제공하기
8. 수행 평가하기
9. 파지와 전이를 촉진하기

### 수업절차 단계의 세부 내용
① 주위 획득하기
모든 교수활동에서 실시할 첫 번째 일로써 학습자의 주의를 획득하여 후속 학습활동, 즉 수업절차가 원만하게 이루어지도록 하는 일이다.
② 학습자들에게 수업목표 제시하기
수업목표를 제시하여 학습자가 수업이 끝난 후 자신이 학습한 내용을 확인 할 수 있고 학습자가 지니고 있는 수업에 대한 기대에 부응할 수 있다.
③ 사전 지식 재생 촉진하기
본 학습에 필수적인 능력인 선수학습능력은 새로운 학습을 실시하기 전에 재생되어야 한다.
④ 자극자료 제시하기
학습자들에게 제시되는 자극은 학습을 위한 수행에 포함된다. 즉, 수업에서 다룰 내용의 범위라고 할 수 있다.
⑤ 학습안내 제공하기
학습안내의 본질은 알고 있어야 하는 것과 알아야 하는 것들 간에 연결을 하도록 학습자를 지원해주는 것이다. 학습안내의 또 다른 용어는 비계(scaffolding)라고 할 수 있다. 비계는 학습자들의 인지적 구성작업을 지원해주는 것이다.
⑥ 수행 유도하기
충분한 학습안내를 갖게 되면 학습자들은 실질적인 학습절차의 통합이 일어나는 시점에 와 있게 된다. 따라서 이 절차에서 학습자들은 수행방법에 대한 지식을 보여주도록 요구된다.
⑦ 수행의 정확성에 대한 피드백을 제공하기
학습결과에 대한 정보로서 피드백의 제공은 수업절차로서 꼭 필요하다. 최소한 학습자 수행의 정확성과 정확성 정도를 확인해주는 피드백이 필요하다.
⑧ 수행 평가하기
학습자가 설정한 학습목표를 달성하였는지 여부를 확인하는 것과 의도한 기능을 일관성있게 수행하는지의 여부를 확인하는 것이 이 절차에 해당한다.
⑨ 파지와 전이를 촉진하기
이 시점에서는 지식이나 기술은 이미 배웠기 때문에 망각을 방지하는 방법과 지식과 기술을 제때에 재생하도록 하는 학습자의 능력을 어떻게 향상시킬까와 관련된 문제를 다룬다.

## 수업절차의 교수-학습에의 적용

### 수업절차 단계의 예시
1. 주의 획득하기 주의획득을 위한 기본적인 방법은 신비감을 사용하는 것이다. 신비감은 애니메이션, 시범 또는 기대하지 않았던 어떤 사건을 통해 얻을 수 있다. 또한, 주의획득을 위해 자주 사용되는 방법은, 예를 들면 "여러분들은 과학자들이 지구가 몇 살인지 결정할 수 있다는 사실에 대해 어떻게 생각하나요?"와 같은 언어적 질문을 통해 학습자의 호기심에 호소하는 것이다.
2. 학습자들에게 수업목표 제시하기 실제 학교에서는 처음부터 학생들에게 명확하지 않은 수업목표들이 많이 있을 수 있다. 따라서 예를 들어, 만약 십진법을 공부한다면 수업 중에 학습자가 (1) 십진법을 읽기, (2) 십진법으로 쓰기, 또는 (3) 십진법을 더하기 중 어떤 것을 학습하기를 바라는지 명확히 하는 것이 학습자들이 그 기능을 학습하는 데 집중하도록 도움을 줄 것이다.
3. 사전 지식 재생 촉진하기 대부분의 새로운 학습들은 우리가 이미 배웠던 것에 축적되는 것이다. 예를 들어, 질량에 대한 법칙(뉴턴의 제2의 운동의 법칙)을 학습하는 것은 곱셈의 개념뿐만 아니라 가속과 힘에 대한 개념의 구축에 기초한다. 사전에 배웠던 것을 회상하는 것은 재인 혹은 회상 질문을 통해 촉진할 수 있다. 예를 들어, 어린이들이 산과 관련된 폭풍우에 대해 배울 때 "누가 선생님한테 우리가 알고 있는 따뜻한 공기와 물의 증발에 대해서 말해주세요." 그리고 "산 정상의 기온에 대해서 우리가 무엇을 알고 있나요?"라는 질문을 할 수 있다.
4. 자극자료 제시하기 개념과 법칙 학습을 위한 자극 제시는 일반적으로 법칙을 제시한 후에 예를 제공하거나 예를 제공한 후에 법칙을 제시하는 두 가지 양상 중 하나를 따르게 된다. 예를 들어, 수업목표가 원과 같은 개념학습일 때, 칠판이나 책에 크고 작은 원을 제시하는 것뿐만 아니라 녹색 원, 빨간색 원, 그리고 밧줄과 끈으로 만든 원을 함께 제시하는 것이 바람직하다. 심지어 아이들이 원의 형태로 손을 잡고 서게 할 수도 있을 것이다.
5. 학습안내 제공하기 예를 들어, 학습자가 소수에 대한 개념을 습득하기를 바란다고 한다고 할 때, 학습결과로는 학습자들이 1이외의 인수(분자)를 가진 숫자들이 있다는 것을 이해하도록 하는 것이다. 이 때, 학습자가 이 내용을 즉각적으로 이해할 수 없다면 학생들이 힌트나 질문과 같은 형태의 일련의 의사소통을 통해 이를 발견하도록 유도해야 한다. 구체적으로, "이 숫자들에서 어떤 규칙을 찾을 수 있는가?", "원래의 숫자가 그들이 가진 다른 인수의 숫자와 관련하여 다른가?"와 같은 의사소통을 할 수 있는데 이러한 것들이 바로 학습안내의 기능을 가지는 것들이라고 할 수 있다.
6. 수행 유도하기 예를 들어, 만약 학습자들이 "ix"가 붙는 단어의 복수형을 배웠고, "matrix"라는 단어가 제시되었다면, 첫 수행은 복수형 "matrices"를 만들어 내는 것이 될 것이다. 그리고 교수자는 "appendix"와 같은 두 번째 예를 제시하여 새로운 예에 법칙이 적용되는지 확인하고자 할 것이다.
7. 수행의 정확성에 대한 피드백을 제공하기 피드백을 전달하거나 표현하는 표준화된 방법은 없다. 수업프로그램에서, 정확성의 확인은 한 페이지의 옆면이나 다음 페이지에 나온 경우가 있다. 수학이나 과학과 같은 표준교재는 관습적으로 책의 뒤쪽에 답을 제공한다. 교사가 학습자의 수행을 관찰할 때, 피드백 의사소통은 끄덕임, 미소, 또는 말과 같은 여러 가지 방식으로 전달된다. 즉, 학습자의 수행이 정확하지 않다면, 정확한 피드백(교정)이 필요하다.
8. 수행 평가하기 학습자가 레슨 목표에 적절한 한 가지 수행을 보여줄 때, 관찰자 또는 교사가 신뢰로운 관찰을 했다고 볼 수 있을까? 학생이 우연히 또는 추측으로 수행을 한 것이 아니라는 것을 어떻게 알 수 있을 것인가? 이와 관련하여, 학습자가 다른 예를 사용하여 다시 그 수행을 했다면 학습자의 학습으로 인해서 수행이 나타났다고 확신할 수 있을 것이다. 예를 들어, 처음에 학생이 "mat"과 "mate"의 소리를 구분하는 능력을 보여주었다. 그 아이가 다음으로 "pal"과 "pale"에 대해 동일한 법칙이 지배하는 수행을 보여준다면 그것은 우연의 수준을 넘어선 추론(학생의 능력에 관한)의 신뢰성을 높이게 되는 것이다.
9. 파지와 전이를 촉진하기 지적 기능의 회상을 위한 조건은 가끔 재생을 위한 연습활동의 배열을 포함한다. 이처럼 만약 정의된 개념, 법칙과 고차원적 법칙을 잘 기억하려면, 코스계획은 주나 월 단위의 간격을 두고 체계적인 복습을 제공하도록 수립하여야 한다. 학습의 전이를 보장받기 위해서는 새로운 과제를 설정해주는 것이 가장 좋은 방법이다. 이 때 과제는 학습 자체를 위해서 사용했던 상황과는 다른 새로운 적용을 필요로 하는 과제여야 한다. 예를 들어, "대명사 주어와 어울릴 수 있는 동사를 만들어라"라는 법칙 문제를 학습했다고 할 때, 학생에게 그림에 보인 몇 가지의 활동을 묘사하기 위해 동사와 대명사를 사용하여 문장을 작성하게 할 수 있다. 이는 학습의 전이를 유도하기 위한 목적으로 다양하고 새로운 "적용" 상황을 설계한 것이라고 할 수 있다.

### 레슨에서의 수업절차
레슨 계획을 위해 수업절차를 사용할 때는, 레슨 목표에 최우선의 관심을 가지고 융통성 있는 방법으로 계획하여야 한다. 즉, 수업절차는 표준화된 혹은 정형화된 일련의 의사소통이나 행동이 아니다. 절차들은 수업에서 수행할 기능들을 표상한다. 이러한 기능들은 특별한 상황, 성취할 과제, 과제에 표상된 학습 유형, 그리고 학습자의 사전 학습에 따라 달라진다.
또한, 중, 고등학교 학년을 위해 계획된 수업일 경우, 수업절차는 레슨 자료나 학생들 자신에 의해 점진적으로 통제되도록 기대할 수 있다. 예를 들어 수학이나 외국어 초급 과목처럼 코스를 구성하는 수업단원이 비슷한 구조를 가질 경우 각 연속적인 단원의 목표들이 학습자에게 너무나 명백하여 전달할 필요가 없을 경우가 있다. 동기화가 잘된 학생들을 위해서는 주의 집중을 통제하기 위한 어떠한 특별한 규정들을 만드는 것이 불필요할 수 있다. 그 이유는 수업절차들이 학습자들 스스로에 의해서 적절히 관리될 수 있기 때문이다.
결국, 하나의 레슨 또는 레슨의 한 부분을 위한 이들 절차들의 순서는 개략적인 것이며 목표에 따라 다소 다양해질 수 있다. 또한, 모든 절차들이 반드시 사용될 필요는 없다. 어떤 절차는 교사에 의해서, 학습자에 의해서, 수업자료에 의해 발생할 수 있다. 고학년이거나 경험이 많은 학습자들은 대부분의 이런 절차를 자신의 학습노력에 의해 제공할 수 있다. 어린 아이들의 경우 교사가 대부분의 절차를 계획해야 한다.

## 수업절차와 학습

### 수업절차와 학습단계의 관계
본질적으로 가네의 수업절차는 학습을 성취해야 하는 학습자들에 의한 단계로 설계되어 있다. 따라서 가네의 9가지 수업절차는 다음 그림과 같이 학습 정보를 처리하는 학습자의 내적 인지과정(학습단계)과 관련지어 이해할 수 있다.

## 수업절차의 의의

### 수업절차의 한계
수업현장에 가네의 수업절차를 적용하여 활용하자면 학습 이론에 대한 전문적인 지식이 필요하기 때문에 전문적인 소양과 훈련이 없는 사람들은 수업 이론을 이용하여 수업에 필요한 조건들을 처방하고 설계하기가 어렵다는 측면이 지적되기도 한다.

### 수업절차의 가치
가네의 수업절차는 학습자의 내적 인지과정을 촉진할 수 있는 외적 조건을 제공할 수 있는 일련의 교수절차를 처방적으로 제시해 주고 있기 때문에 교수설계이론의 하나로써 교수설계 및 교육과정 설계팀이 이행하기 용이한 가이드를 제공하고 있으며 이러한 측면에서 교육공학분야에 많은 기여를 하고 있다고 할 수 있다.

## 참고 문헌
- Robert M. Gagne, Walter W. Wager, Katharine C. Galas, John M. Keller(2005). Principles of Instructional Design. Thomson Learing
- 이화여자대학교 교육공학과(2004). 교육공학. 서울: 교육과학사

## 같이 보기
- 로버트 가네
- 학습의 조건